# 徳島市総合動植物公園

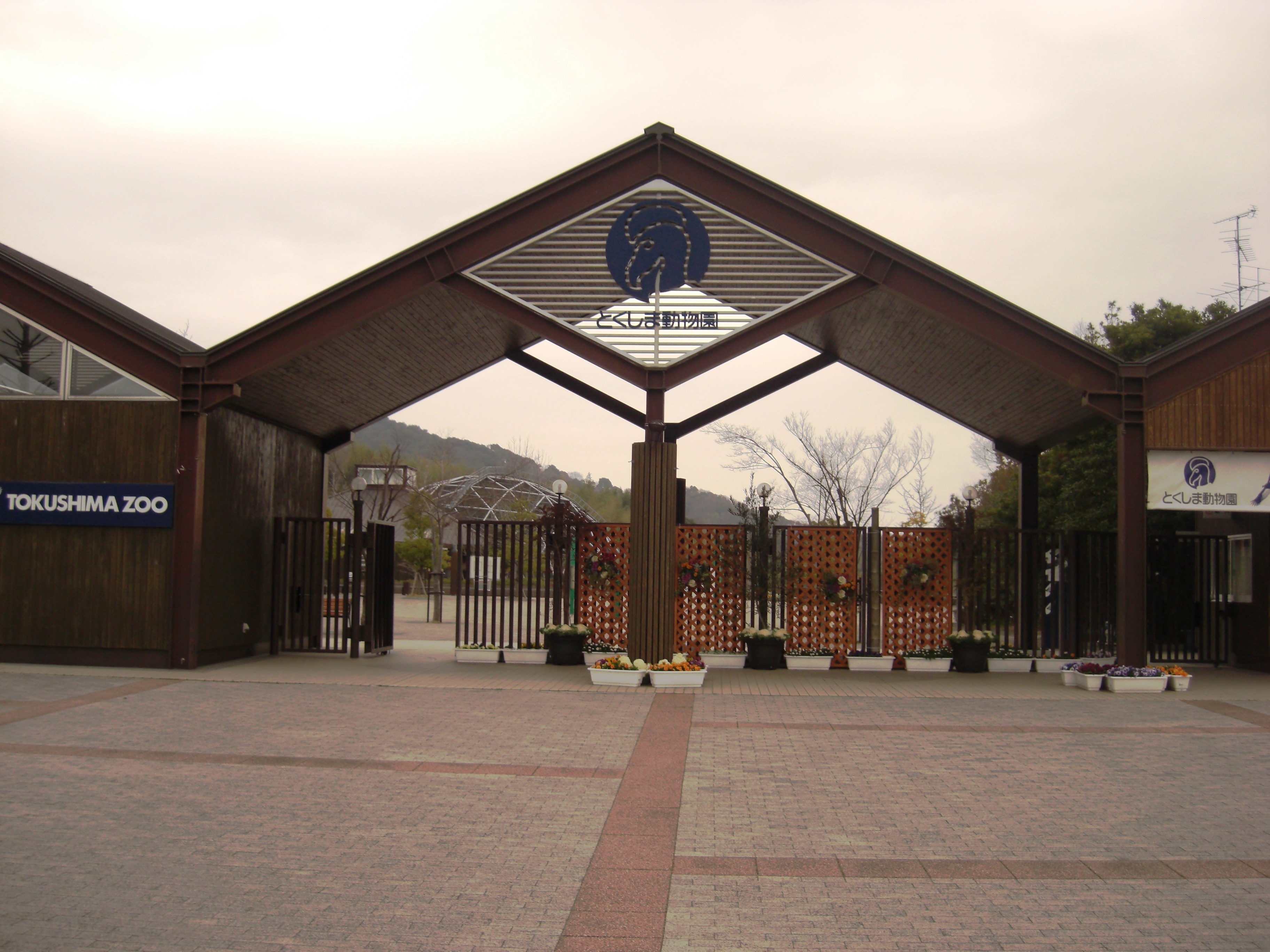
とくしま動物園

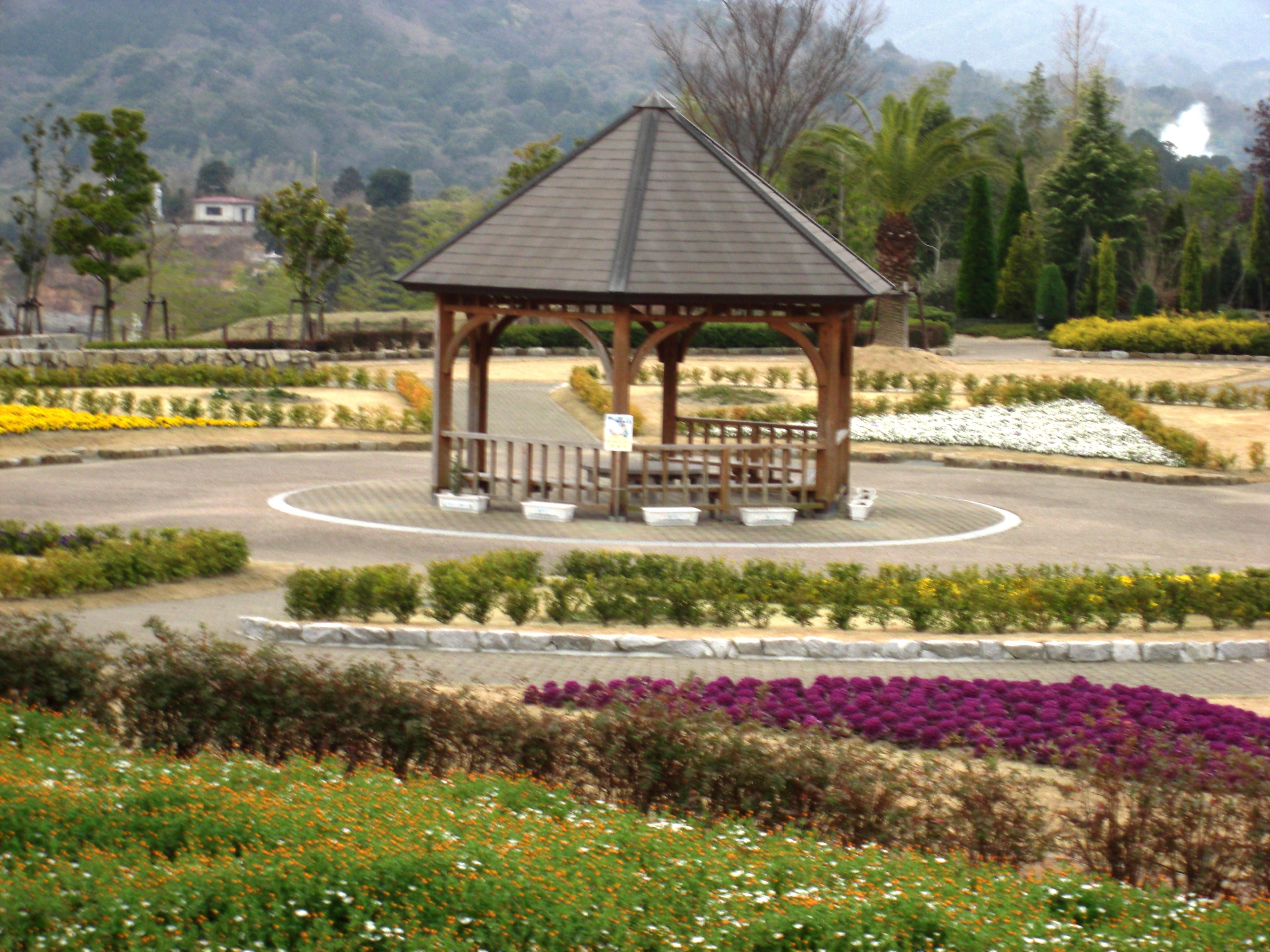
とくしま植物園

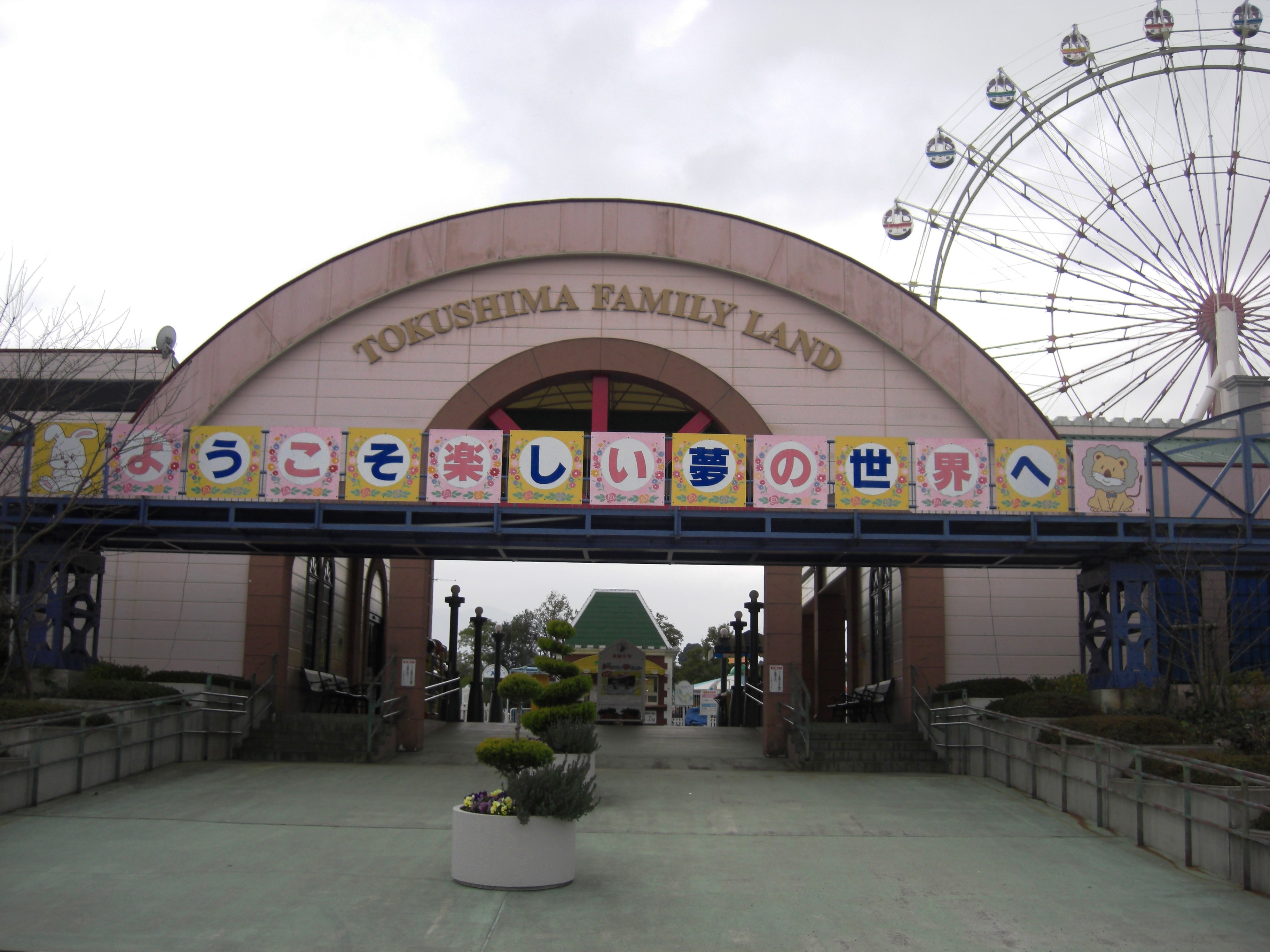
とくしまファミリーランド

徳島市総合動植物公園（とくしましそうごうどうしょくぶつこうえん）は、徳島県徳島市方上町・渋野町に位置する都市公園（動植物園）である。動物園、植物園及び遊園地によって構成される。総面積58.9ha。総事業費94.7億円。2006年10月28日完成。四国最大規模の動物園。とくしま88景に選定。

## 施設構成
- とくしま動物園
  - 温帯区
  - 熱帯区
  - サバンナ区
  - 寒帯区
  - こども動物園
  - 動物園センター
- とくしま植物園（都市緑化植物園）
  - エントランスゾーン
  - 林間体験ゾーン
- とくしまファミリーランド
  - ドリフトサーキット
  - 観覧車
  - ローラーコースター

## 沿革
- 1957年11月 - 徳島市立動物園開園
- 1997年12月 - 徳島市立動物園閉園

- 1998年4月 - 徳島児童文化公園閉園、とくしま動物園・とくしまファミリーランド開園
- 1999年4月 - こども動物園開園
- 2002年4月 - とくしま植物園開園
- 2004年8月 - エントランスゾーン開園
- 2006年10月 - 林間体験ゾーン開園（全面開園）

## 設置事由

### 動物園
当施設の前身である徳島市立動物園は、1957年11月1日に、市民の強い要望により誕生した。徳島市中心部（四国放送・徳島城東高校付近）に位置していたが、敷地面積が1.8haと手狭であったことから、1997年12月28日に閉園され、隣接していた徳島児童文化公園も1998年4月4日に閉園された。そして1998年4月28日、徳島市外縁部の丘陵地に移転・新設され、当施設が誕生した。これとよく似た事例としては、隣県では神戸市立王子動物園（諏訪山から移転）や愛媛県立とべ動物園（道後から移転）が挙げられる。なお、旧動物園の閉園後の跡地の活用方法についてはコンサートホール建設の案も出ていたが、現在のところ建設の目処は立っていない。
|                           | とくしま動物園 （徳島県）       | 王子動物園 （神戸市）   | とべ動物園 （愛媛県）         |
| ------------------------- | ------------------------------- | ----------------------- | ----------------------------- |
| 移転前の施設 （開園年）   | 市立動物園 （1957年）           | 諏訪山動物園 （1928年） | 愛媛県立道後動物園 （1953年） |
| 移転先の施設 （移転年）   | 徳島市総合動植物公園 （1998年） | 王子公園 （1951年）     | 愛媛県総合運動公園 （1988年） |
| 移転後における 跡地の用途 | 未定                            | 諏訪山公園              | 道後公園                      |

（『王子動物園年報』『とべ動物園年報』などをもとに作成）

### 植物園
徳島県では人口1人当たりの都市公園面積が5.40m2/人（47都道府県中44位）と全国平均の7割にも満たず、公園の整備が十分とはいえない状況にある。ただし徳島市に関しては、他の都市と比較しても特別に整備が遅れているというわけではないようであるが、広い都市公園面積というのは、その都市の住み良さをあらわす重要な指標の一つであり、また市民が快適で豊かな生活をおくる上で欠かすことのできない要素でもある。徳島市では2001年に「徳島市緑の基本計画」が策定され、公園や緑地の整備が進められており、当施設もその一環で造成され、都市緑化植物園として2002年4月20日に誕生した。
|                                  | 徳島県 | 北海道 （全国1位） |  | 徳島市 | 砂川市 （全国1位） |
| -------------------------------- | ------ | ------------------ |  | ------ | ------------------ |
| 人口1人当たりの 都市公園面積[m2] | 5.40   | 20.62              |  | 10.79  | 189.68             |

（『都市公園等整備現況調査』などをもとに作成）

## 備考
王子動物園との交流
開園22日前の1998年4月6日、神戸市立王子動物園から開園祝いとして、マサイキリン、ユキヒョウ及びチリーフラミンゴが贈られた。その際の移動では、その前日に開通したばかりの明石海峡大橋が用いられた。
ナカちゃんの解剖
2006年8月28日、その前日に死骸で発見された那賀川ナカちゃんが当施設に運ばれ、死因を調査するための解剖が行われた。

## 近隣の主な動物園・植物園
当施設の半径200km圏内に位置する動物園（★）・植物園（○）について列挙した。とりわけ90km前後離れた場所において動物園が集中している。
| 施設名                   | 所在地           | 当施設からの 直線距離[km] |
| ------------------------ | ---------------- | ------------------------- |
| ★○ 淡路ファームパーク    | 兵庫県南あわじ市 | 41.6                      |
| ★ みさき公園             | 大阪府岬町       | 68.4                      |
| ○ 淡路夢舞台             | 兵庫県淡路市     | 75.4                      |
| ★ アドベンチャーワールド | 和歌山県白浜町   | 87.3                      |
| ○ 須磨離宮公園           | 神戸市須磨区     | 89.6                      |
| ★ 高知県立のいち動物公園 | 高知県香南市     | 89.9                      |
| ★ 姫路セントラルパーク   | 兵庫県姫路市     | 96.8                      |
| ★ 神戸市立王子動物園     | 神戸市灘区       | 100.1                     |
| ○ 神戸市立森林植物園     | 神戸市北区       | 100.2                     |
| ★○ 大阪市天王寺動物園    | 大阪市天王寺区   | 115.0                     |
| ★ 京都市動物園           | 京都市左京区     | 160.5                     |
| ○ 京都府立植物園         | 京都市左京区     | 161.6                     |
| ★ 愛媛県立とべ動物園     | 愛媛県砥部町     | 162.1                     |
| ★ 広島市安佐動物公園     | 広島市安佐北区   | 198.7                     |

## 周辺施設
- 弁天山
- 文化の森総合公園
- 東海寺
- 森神社
- ポルトガル・レイリア大通り
- あづり越